# Józef Szaflik
Józef Ryszard Szaflik (ur. 18 lutego 1930 we wsi Więcki, zm. 24 maja 2008 w Gliwicach) – historyk, specjalista w zakresie historii najnowszej i współczesnej, organizator badań nad historią wsi i polskiego ruchu ludowego, wychowawca wielu pokoleń historyków.

## Życiorys
Urodził się w rodzinie wiejskiego nauczyciela. Podczas wojny wraz z rodziną został deportowany przez Niemców do Generalnego Gubernatorstwa. W 1945 wstąpił do Związku Młodzieży Wiejskiej Rzeczypospolitej Polskiej „Wici”. W latach 1947–1948 był wiceprezesem Zarządu Powiatowego tej organizacji w Częstochowie, a w 1948 członkiem Zarządu Wojewódzkiego w Kielcach. Od 1947 należał do Stronnictwa Ludowego, a następnie do Zjednoczonego Stronnictwa Ludowego. W 1954 ukończył studia historyczne na Uniwersytecie Poznańskim. W latach 1954–1963 pracownik naukowy Uniwersytetu Marii Curie-Skłodowskiej w Lublinie. Od 13 lutego 1963 do 31 października 1971 kierownik Zakładu Historii Ruchu Ludowego przy Naczelnym Komitecie Zjednoczonego Stronnictwa Ludowego w Warszawie, później przez wiele lat, aż do śmierci, członek jego Rady Naukowej i przewodniczący Kolegium Redakcyjnego Roczników Ruchu Ludowego. W latach 1969–1972 był zastępcą członka NK ZSL.
Od 1963 pracownik Instytutu Historycznego Uniwersytetu Warszawskiego. W latach 1975–1981 prodziekan Wydziału Historycznego UW, a od 12 maja 1982 do 15 lutego 1985 prorektor Uniwersytetu Warszawskiego. W latach 1984–1988 zastępca sekretarza Wydziału I Nauk Społecznych Polskiej Akademii Nauk. Był długoletnim członkiem Komitetu Redakcyjnego kwartalnika KC PZPR Z Pola Walki, w którym publikowano artykuły na temat historii polskiego i międzynarodowego ruchu robotniczego i komunistycznego. Od 1986 był profesorem zwyczajnym. Od 1973 prowadził seminarium magisterskie, a od 1975 seminarium doktorskie z zakresu  najnowszej i współczesnej historii Polski. Pod jego naukowym kierunkiem powstało ok. 300 prac magisterskich i kilkadziesiąt rozpraw doktorskich, głównie na temat dziejów wsi i ruchu ludowego. Od 1991 był kierownikiem Katedry Historii Najnowszej Instytutu Historii Wyższej Szkoły Rolniczo-Pedagogicznej w Siedlcach, następnie dziekanem Wydziału Historycznego i kierownikiem Katedry Historii Wsi.
W 1994 był jednym z założycieli Akademii Humanistycznej im. Aleksandra Gieysztora w Pułtusku oraz do 2006 pierwszym dziekanem jej Wydziału Historycznego. Prowadził aktywną działalność w ruchu spółdzielczym. W latach 1983–1989 przewodniczył Radzie Nadzorczej Ludowej Spółdzielni Wydawniczej. Był członkiem wielu towarzystw naukowych i komitetów redakcyjnych pism. W latach 1986–1989 był członkiem Ogólnopolskiego Komitetu Grunwaldzkiego. Był długoletnim członkiem Komitetu Nauk Historycznych PAN, Rady Naukowej Instytutu Historii PAN, Naczelnej Dyrekcji Archiwów Państwowych, Wojskowego Instytutu Historycznego. Przez wiele lat przewodniczył Komisji Historycznej przy Zarządzie Głównym Związku Ochotniczych Straży Pożarnych RP. W 1992 zainicjował i współtworzył Ludowe Towarzystwo Naukowo-Kulturalne. Od chwili jego powstania aż do ostatnich chwil życia był prezesem jego Zarządu Głównego.
Był autorem ponad 100 prac naukowych z zakresu historii wsi i ruchu ludowego oraz najnowszej historii Polski. Wydał m.in. pięć tomów Dzieł Wybranych Wincentego Witosa. Był inicjatorem i organizatorem trzech Kongresów Historyków Wsi i Ruchu Ludowego: w Rzeszowie (1995), w Lublinie (2000) i w Pułtusku (2006).
Zmarł 24 maja 2009 w Gliwicach. Został pochowany na cmentarzu wojskowym na Powązkach (kwatera: A 29
rząd: tuje, grób:21).

## Uczniowie
Do grona jego uczniów należą takie osoby jak: Mieczysław Bartniczak, Mirosława Bednarzak-Libera, Andrzej Budzyński, Urszula Głowacka-Maksymiuk, Zbigniew Gnat-Wieteska, Dariusz Gozdawa-Gołębiowski, Franciszek Gryciuk, Stanisław Janucki, Zbigniew Kaleniecki, Arkadiusz Kołodziejczyk, Henryk Kosieradzki, Tadeusz Krawczak, Jolanta Kur, Zygmunt Legowicz, Janusz Odziemkowski, Stefan Pastuszka, Jan Sałkowski, Władysław Świeczkowski, Romuald Turkowski, Eugeniusz Walczak, Andrzej Żak.

## Odznaczenia i nagrody[3]
- Krzyż Komandorski z Gwiazdą Orderu Odrodzenia Polski (1998)[4].
- Krzyż Komandorski Orderu Odrodzenia Polski
- Krzyż Oficerski Orderu Odrodzenia Polski
- Krzyż Kawalerski Orderu Odrodzenia Polski
- Medal 40-lecia Polski Ludowej
- Odznaka tytułu honorowego „Zasłużony Nauczyciel Polskiej Rzeczypospolitej Ludowej”
- Odznaka "Zasłużony Działacz Kultury"
- Nagroda resortowa II stopnia (1971, 1986)